# Węgry na Letnich Igrzyskach Olimpijskich 1992
Węgry na Letnich Igrzyskach Olimpijskich 1992 reprezentowało 217 zawodników: 159 mężczyzn i 58 kobiet. Był to 20 start reprezentacji Węgier na letnich igrzyskach olimpijskich.

## Zdobyte medale
| Medal  | Zawodnik                                                                     | Dyscyplina           | Konkurencja                      | Rezultat                                                       |
| ------ | ---------------------------------------------------------------------------- | -------------------- | -------------------------------- | -------------------------------------------------------------- |
| Złoto  | Henrietta Ónodi                                                              | Gimnastyka           | skok przez konia                 | 9,925 pkt                                                      |
| Złoto  | Antal Kovács                                                                 | Judo                 | waga do 95 kg mężczyzn           | w finale pokonał Brytyjczyka Raymonda Stevensa                 |
| Złoto  | Éva Dónusz, Kinga Czigány, Erika Mészáros, Rita Kőbán                        | Kajakarstwo          | K-4 500 m kobiet                 | 1:38,32 min                                                    |
| Złoto  | Krisztina Egerszegi                                                          | Pływanie             | 100 m stylem grzbietowym kobiet  | 1:00,68 min                                                    |
| Złoto  | Krisztina Egerszegi                                                          | Pływanie             | 200 m stylem grzbietowym kobiet  | 2:07,06 min                                                    |
| Złoto  | Krisztina Egerszegi                                                          | Pływanie             | 400 m stylem zmiennym kobiet     | 4:36,54 min                                                    |
| Złoto  | Tamás Darnyi                                                                 | Pływanie             | 200 m stylem zmiennym            | 2:00,76 min                                                    |
| Złoto  | Tamás Darnyi                                                                 | Pływanie             | 400 m stylem zmiennym mężczyzn   | 4:14,23 min                                                    |
| Złoto  | Bence Szabó                                                                  | Szermierka           | szabla mężczyzn indywidualnie    | w finale pokonał Włocha Marco Marina 5:1                       |
| Złoto  | Attila Repka                                                                 | Zapasy               | waga do 68 kg                    | w finale pokonał Islama Duguszajewa                            |
| Złoto  | Péter Farkas                                                                 | Zapasy               | waga do 82 kg mężczyzn           | w finale pokonał Piotra Stępnia                                |
| Srebro | Henrietta Ónodi                                                              | Gimnastyka           | ćwiczenia wolne kobiet           | 9,950 pkt                                                      |
| Srebro | József Csák                                                                  | Judo                 | waga do 65 kg mężczyzn           | w finale przegrał z Brazylijczykiem Rogério Cardoso            |
| Srebro | Bertalan Hajtós                                                              | Judo                 | waga do 71 kg                    | w finale uległ Japończykowi Toshihiko Koga                     |
| Srebro | Rita Kőbán                                                                   | Kajakarstwo          | K-1 500 m kobiet                 | 1:51,96 min                                                    |
| Srebro | Zsolt Gyulay                                                                 | Kajakarstwo          | K-1 500 m mężczyzn               | 1:40,64 min                                                    |
| Srebro | Ferenc Csipes, Zsolt Gyulay, László Fidel, Attila Ábrahám                    | Kajakarstwo          | K-4 1000 m mężczyzn              | 2:54,82 min                                                    |
| Srebro | Attila Mizsér                                                                | Pięciobój nowoczesny | mężczyźni indywidualnie          | 5446 pkt                                                       |
| Srebro | Tünde Szabó                                                                  | Pływanie             | 100 m stylem grzbietowym kobiet  | 1:01,14 min                                                    |
| Srebro | Norbert Rózsa                                                                | Pływanie             | 100 m stylem klasycznym mężczyzn | 1:01,68 min                                                    |
| Srebro | Norbert Rózsa                                                                | Pływanie             | 200 m stylem klasycznym mężczyzn | 2:11,23 min                                                    |
| Srebro | Iván Kovács, Krisztián Kulcsár, Ferenc Hegedűs, Ernő Kolczonay, Gábor Totola | Szermierka           | szpada mężczyzn drużynowo        | w finale ulegli zespołowi Niemiec 8:4                          |
| Srebro | Bence Szabó, Csaba Köves, György Nébald, Péter Abay, Imre Bujdosó            | Szermierka           | szabla mężczyzn drużynowo        | w finale ulegli zespołowi WNP 9:5                              |
| Brąz   | István Kovács                                                                | Boks                 | waga musza (do 51 kg)            | w półfinale przegrał z Koreańczykiem Choi Chol-Su              |
| Brąz   | György Mizsei                                                                | Boks                 | waga lekkośrednia (do 71 kg)     | w półfinale przegrał z Kubańczykiem Juanem Lemusem             |
| Brąz   | Zoltán Béres                                                                 | Boks                 | waga półciężka (do 81 kg)        | w półfinale przegrał z Rostysławem Załyczynyjem z WNP          |
| Brąz   | Imre Csősz                                                                   | Judo                 | waga powyżej 95 kg mężczyzn      | w walce o brązowy medal pokonał Belga Harry'ego van Barnevelda |
| Brąz   | Rita Kőbán, Éva Dónusz                                                       | Kajakarstwo          | K-2 500 m kobiet                 | 1:40,81 min                                                    |
| Brąz   | György Zala                                                                  | Kajakarstwo          | C-1 1000 m mężczyzn              | 4:07,35 min                                                    |
| Brąz   | Attila Czene                                                                 | Pływanie             | 200 m stylem zmiennym mężczyzn   | 2:01,00 min                                                    |

## Skład kadry

### Badminton
Kobiety
- Andrea Harsági – gra pojedyncza – 33. miejsce,
- Andrea Dakó – gra pojedyncza – 33. miejsce,
- Csilla Fórián – gra pojedyncza – 33. miejsce,
- Andrea Dakó, Csilla Fórián – gra podwójna – 17. miejsce,

### Boks
Mężczyźni
- Pál Lakatos waga papierowa do 48 kg – 5. miejsce,
- István Kovács waga musza do 51 kg – 3. miejsce,
- László Bognár waga kogucia do 54 kg – 17. miejsce,
- János Petrovics waga lekka do 60 kg – 17. miejsce,
- László Szűcs waga lekkopółśrednia do 63,5 kg – 5. miejsce,
- György Mizsei waga lekkośrednia do 71 kg – 3. miejsce,
- Zoltán Béres waga półciężka do 81 kg – 3. miejsce,
- István Szikora waga superciężka powyżej 91 kg – 9. miejsce,

### Gimnastyka
Kobiety
- Henrietta Ónodi

wielobój indywidualnie – 8. miejsce,
ćwiczenia wolne – 2. miejsce,
skok przez konia – 1. miejsce,
ćwiczenia na poręczach – 12. miejsce,
ćwiczenia na równoważni – 47. miejsce,
- Andrea Molnár

wielobój indywidualnie – 15. miejsce,
ćwiczenia wolne – 28. miejsce,
skok przez konia – 21. miejsce,
ćwiczenia na poręczach – 23. miejsce,
ćwiczenia na równoważni – 55. miejsce,
- Bernadett Balázs

wielobój indywidualnie – 54. miejsce,
ćwiczenia wolne – 32. miejsce,
skok przez konia – 51. miejsce,
ćwiczenia na poręczach – 54. miejsce,
ćwiczenia na równoważni – 75. miejsce,
- Kinga Horváth

wielobój indywidualnie – 55. miejsce,
ćwiczenia wolne – 73. miejsce,
skok przez konia – 43. miejsce,
ćwiczenia na poręczach – 52. miejsce,
ćwiczenia na równoważni – 59. miejsce,
- Ildikó Balog

wielobój indywidualnie – 81. miejsce,
ćwiczenia wolne – 48. miejsce,
skok przez konia – 64. miejsce,
ćwiczenia na poręczach – 78. miejsce,
ćwiczenia na równoważni – 87. miejsce,
- Krisztina Molnár

wielobój indywidualnie – 89. miejsce,
ćwiczenia wolne – 33. miejsce,
skok przez konia – 90. miejsce,
ćwiczenia na poręczach – 46. miejsce,
ćwiczenia na równoważni – 55. miejsce,
- Henrietta Ónodi, Andrea Molnár, Bernadett Balázs, Kinga Horváth, Ildikó Balog, Krisztina Molnár – wielobój drużynowo – 6. miejsce,
- Viktória Fráter – gimnastyka artystyczna – indywidualnie – 24. miejsce,
- Andrea Szalay – gimnastyka artystyczna – indywidualnie – 28. miejsce,

Mężczyźni
- Szilveszter Csollány

wielobój indywidualnie – 9. miejsce,
ćwiczenia wolne – 74. miejsce,
skok przez konia – 7. miejsce,
ćwiczenia na poręczach – 49. miejsce,
ćwiczenia na drążku – 53. miejsce,
ćwiczenia na kółkach – 6. miejsce,
ćwiczenia na koniu z łękami – 14. miejsce,
- Zoltán Supola

wielobój indywidualnie – 12. miejsce,
ćwiczenia wolne – 20. miejsce,
skok przez konia – 5. miejsce,
ćwiczenia na poręczach – 20. miejsce,
ćwiczenia na drążku – 31. miejsce,
ćwiczenia na kółkach – 13. miejsce,
ćwiczenia na koniu z łękami – 35. miejsce,
- Csaba Fajkusz

wielobój indywidualnie – 28. miejsce,
ćwiczenia wolne – 40. miejsce,
skok przez konia – 61. miejsce,
ćwiczenia na poręczach – 58. miejsce,
ćwiczenia na drążku – 15. miejsce,
ćwiczenia na kółkach – 40. miejsce,
ćwiczenia na koniu z łękami – 33. miejsce,
- Róbert Élő

wielobój indywidualnie – 71. miejsce,
ćwiczenia wolne – 56. miejsce,
skok przez konia – 55. miejsce,
ćwiczenia na poręczach – 90. miejsce,
ćwiczenia na drążku – 56. miejsce,
ćwiczenia na kółkach – 55. miejsce,
ćwiczenia na koniu z łękami – 44. miejsce,
- Károly Schupkégel

wielobój indywidualnie – 73. miejsce,
ćwiczenia wolne – 69. miejsce,
skok przez konia – 42. miejsce,
ćwiczenia na poręczach – 84. miejsce,
ćwiczenia na drążku – 86. miejsce,
ćwiczenia na kółkach – 47. miejsce,
ćwiczenia na koniu z łękami – 59. miejsce,
- Miklós Pánczél

wielobój indywidualnie – . miejsce,
ćwiczenia wolne – 92. miejsce,
skok przez konia – 88. miejsce,
ćwiczenia na poręczach – 43. miejsce,
ćwiczenia na drążku – 28. miejsce,
ćwiczenia na kółkach – 68. miejsce,
ćwiczenia na koniu z łękami – 38. miejsce,
- Zoltán Supola, Szilveszter Csollány, Csaba Fajkusz, Róbert Élő, Károly Schupkégel, Miklós Pánczél – wielobój drużynowo – 9. miejsce,

### Jeździectwo
- Vilmos Göttler – skoki przez przeszkody indywidualnie – 58. miejsce,
- Attila Soós, Jr. – WKKW indywidualnie – 31. miejsce,
- Tibor Herczegfalvy – WKKW indywidualnie – 54. miejsce,
- Attila Ling – WKKW indywidualnie – nie ukończyła konkurencji,
- Zsolt Bubán – WKKW indywidualnie – nie ukończyła konkurencji,
- Attila Soós, Jr., Tibor Herczegfalvy, Attila Ling, Zsolt Bubán – WKKW drużynowo – nie sklasyfikowanie (drużyna została zdekompletowana),

### Judo
Kobiety
- Katalin Parragh waga do 52 kg – 20. miejsce,
- Mária Pekli waga do 56 kg – 18. miejsce,
- Zsuzsa Nagy waga do 61 kg – 16. miejsce,
- Anita Király waga do 66 kg – 9. miejsce,
- Éva Gránitz waga powyżej 72 kg – 7. miejsce,

Mężczyźni
- József Wágner waga do 60 kg – 5. miejsce,
- József Csák waga do 65 kg – 2. miejsce,
- Bertalan Hajtós waga do 71 kg – 2. miejsce,
- Zsolt Zsoldos waga do 78 kg – 9. miejsce,
- Károly Korbel waga do 86 kg – 13. miejsce,
- Antal Kovács waga do 95 kg – 1. miejsce,
- Imre Csősz waga powyżej 95 kg – 3. miejsce,

### Kajakarstwo górskie
Kobiety
- Rita Kőbán – K-1 500 m – 2. miejsce,
- Rita Kőbán, Éva Dónusz – K-2 500 m – 3. miejsce,
- Éva Dónusz, Kinga Czigány, Erika Mészáros, Rita Kőbán – K-4 500 m – 1. miejsce,

Mężczyźni
- Zsolt Gyulay – K-1 500 m – 2. miejsce,
- Ferenc Csipes – K-1 1000 m – odpadł w półfinale,
- Ferenc Csipes, Zsolt Gyulay – K-2 500 m – 7. miejsce,
- Krisztián Bártfai, András Rajna – K-2 1000 m – 6. miejsce,
- Ferenc Csipes, Zsolt Gyulay, László Fidel, Attila Ábrahám – K-4 1000 m – 2. miejsce,
- Imre Pulai – C-1 500 m – 5. miejsce,
- György Zala – C-1 1000 m – 3. miejsce,
- Attila Pálizs, György Kolonics

C-2 500 m – 7. miejsce,
C-2 1000 m – 5. miejsce,

### Kolarstwo
Kobiety
- Éva Izsák – kolarstwo szosowe – wyścig ze startu wspólnego – 51. miejsce,

Mężczyźni
- Csaba Steig – kolarstwo szosowe – wyścig ze startu wspólnego – 58. miejsce,
- Károly Eisenkrammer – kolarstwo szosowe – wyścig ze startu wspólnego – 80. miejsce,
- Miklós Somogyi – kolarstwo torowe – wyścig punktowy – nie ukończył wyścigu finałowego,

### Lekkoatletyka
Kobiety
- Ágnes Kozáry – bieg na 200 m – odpadła w eliminacjach,
- Judit Forgács – bieg na 400 m – odpadła w ćwierćfinale,
- Karolina Szabó – maraton – 11. miejsce,
- Edit Molnár, Ágnes Kozáry, Éva Baráti, Judit Forgács – sztafeta 4 x 400 m – odpadły w eliminacjach,
- Mária Rosza-Urbanik – chód na 10 km – 12. miejsce,
- Ildikó Illyés – chód na 10 km – 13. miejsce,
- Andrea Alföldi – chód na 10 km – 18. miejsce,
- Judit Kovács – skok wzwyż – 17. miejsce,
- Rita Ináncsi

skok w dal – nie sklasyfikowana (nie zaliczyła żadnej udanej próby w kwalifikacjach),
siedmiobój – nie ukończyła konkurencji,
- Kinga Zsigmond – rzut oszczepem – 10. miejsce,

Mężczyźni
- Tamás Molnár – bieg na 400 m – odpadł w ćwierćfinale,
- Zoltán Káldy – bieg na 10 000 m – 12. miejsce,
- Gyula Borka – maraton – 38. miejsce,
- Csaba Szűcs – maraton – nie ukończył konkurencji,
- Sándor Urbanik – chód na 20 km – 8. miejsce,
- István Bagyula – skok o tyczce – 9. miejsce,
- Csaba Almási – skok w dal – 26. miejsce,
- László Szalma – skok w dal – 34. miejsce,
- Attila Horváth rzut dyskiem – 5. miejsce,
- József Ficsor – rzut dyskiem – 19. miejsce,
- Tibor Gécsek – rzut młotem – 4. miejsce,
- Desző Szabó – dziesięciobój – 4. miejsce,
- Sándor Munkácsy – dziesięciobój – 20. miejsce,

### Łucznictwo
Kobiety
- Judit Kovács – indywidualnie – 16. miejsce,
- Marina Szendey – indywidualnie – 35. miejsce,
- Tímea Kiss – indywidualnie – 54. miejsce,
- Tímea Kiss, Marina Szendey, Judit Kovács – drużynowo – 14. miejsce,

### Pięciobój nowoczesny
Mężczyźni
- Attila Mizsér – indywidualnie – 2. miejsce,
- László Fábián – indywidualnie – 32. miejsce,
- Attila Kálnoki Kis – indywidualnie – 33. miejsce,
- Attila Mizsér, László Fábián, Attila Kálnoki Kis – drużynowo – 5. miejsce,

### Piłka ręczna
Mężczyźni
- Attila Borsos, Attila Horváth, Ferenc Zoltán Füzesi, Igor Zubjuk, Imre Bíró, István Csoknyai, Jakab Sibalin, János Szathmári, József Éles, László Marosi, László Sótonyi, Mihály Iváncsik, Ottó Csicsay, Richárd Mezei, Sandor Győrffy – 7. miejsce,

### Piłka wodna
Mężczyźni
- Péter Kuna, Gábor Schmiedt, Zsolt Petőváry, Balázs Vincze, László Tóth, András Gyöngyösi, Imre Tóth, Tibor Benedek, István Dóczi, Gábor Nemes, Imre Péter, Frank Tóth, Zsolt Varga – 6. miejsce,

### Pływanie
Kobiety
- Judit Kiss

400 m stylem dowolnym – 24. miejsce,
800 m stylem dowolnym – 18. miejsce,
- Krisztina Egerszegi

100 m stylem grzbietowym – 1. miejsce,
200 m stylem grzbietowym – 1. miejsce,
400 m stylem zmiennym – 1. miejsce,
- Tünde Szabó

100 m stylem grzbietowym – 2. miejsce,
200 m stylem grzbietowym – 6. miejsce,
- Gabriella Csépe

100 m stylem klasycznym – 6. miejsce,
200 m stylem klasycznym – 9. miejsce,
Mężczyźni
- Béla Szabados

100 m stylem dowolnym – 20. miejsce,
200 m stylem dowolnym – 27. miejsce,
- Zoltán Szilágyi

200 m stylem dowolnym – nie sklasyfikowany (dyskwalifikacja w wyścigu eliminacyjnym),
400 m stylem dowolnym – 20. miejsce,
1500 m stylem dowolnym – 21. miejsce,
- Tamás Deutsch

100 m stylem grzbietowym – 13. miejsce,
200 m stylem grzbietowym – 7. miejsce,
- Olivér Ágh

100 m stylem grzbietowym – 41. miejsce,
200 m stylem grzbietowym – 27. miejsce,
- Norbert Rózsa

100 m stylem klasycznym – 2. miejsce,
200 m stylem klasycznym – 2. miejsce,
- Károly Güttler

100 m stylem klasycznym – 9. miejsce,
200 m stylem klasycznym – 5. miejsce,
- Péter Horváth – 100 m stylem motylkowym – 35. miejsce,
- Tamás Darnyi

200 m stylem zmiennym – 1. miejsce,
400 m stylem zmiennym – 1. miejsce,
- Attila Czene

200 m stylem zmiennym – 3. miejsce,
400 m stylem zmiennym – 9. miejsce,
- Tamás Deutsch, Norbert Rózsa, Péter Horváth, Béla Szabados – sztafeta 4 x 100 m stylem zmiennym – 6. miejsce,

### Podnoszenie ciężarów
Mężczyźni
- Tibor Karczag – waga do 56 kg – 6. miejsce,
- Ferenc Lénárt – waga do 56 kg – 9. miejsce,
- Attila Czanka – waga do 60 kg – 7. miejsce,
- László Barsi – waga do 82,5 kg – 14. miejsce,
- István Mészáros – waga do 82,5 kg – 18. miejsce,
- István Dudás – waga do 90 kg – 10. miejsce,
- István Halász – waga do 90 kg – 11. miejsce,
- Andor Szanyi – waga do 100 kg – nie sklasyfikowany (nie zaliczył żadnej próby w podrzucie),
- László Németh – waga do 110 kg – 12. miejsce,
- Tibor Stark – waga do 110 kg – 15. miejsce,

### Skoki do wody
Kobiety
- Ágnes Gerlach – trampolina 3 m – 18. miejsce,
- Ibolya Nagy – wieża 10 m – 21. miejsce,
- Brigitta Cserba – wieża 10 m – 27. miejsce,

### Strzelectwo
Kobiety
- Ágnes Ferencz

pistolet pneumatyczny 10 m – 15. miejsce,
pistolet sportowy 25 m – 26. miejsce,
- Annamária Gönczi

pistolet pneumatyczny 10 m – 24. miejsce,
pistolet sportowy 25 m – 12. miejsce,
- Éva Fórián

karabin pneumatyczny 10 m – 7. miejsce,
karabin małokalibrowy, trzy pozycje 50 m – 4. miejsce,
- Éva Joó

karabin pneumatyczny 10 m – 15. miejsce,
karabin małokalibrowy, trzy pozycje 50 m – 8. miejsce,
Mężczyźni
- István Ágh

pistolet pneumatyczny 10 m – 14. miejsce,
pistolet dowolny 50 m – 6. miejsce,
- László Pető – pistolet pneumatyczny 10 m – 43. miejsce,
- Lajos Pálinkás – pistolet szybkostrzelny 25 m – 22. miejsce,
- Sándor Kacskó – pistolet szybkostrzelny 25 m – 28. miejsce,
- Zoltán Papanitz – pistolet dowolny 50 m – 31. miejsce,
- Attila Záhonyi

karabin pneumatyczny 10 m – 21. miejsce,
karabin małokalibrowy, trzy pozycje 50 m – 20. miejsce,
karabin małokalibrowy, leżąc 50 m – 26. miejsce,
- Olivér Gáspár – karabin pneumatyczny 10 m – 31. miejsce,
- Zsolt Vári

karabin małokalibrowy, trzy pozycje 50 m – 8. miejsce,
karabin małokalibrowy, leżąc 50 m – 15. miejsce,
- József Sike – ruchoma tarcza 10 m – 5. miejsce,
- Attila Solti – ruchoma tarcza 10 m – 13. miejsce,

Open
- Zoltán Bodó – trap – 25. miejsce,
- István Putz – trap – 39. miejsce,
- Diána Igaly – skeet – 42. miejsce,
- Erzsébet Vasvári-Pongrátz – skeet – 58. miejsce,

### Szermierka
Kobiety
- Zsuzsanna Jánosi-Németh – floret indywidualnie – 9. miejsce,
- Gertrúd Stefanek – floret indywidualnie – 17. miejsce,
- Ildikó Nébaldné Mincza – floret indywidualnie – 26. miejsce,
- Gabriella Lantos, Ildikó Nébaldné Mincza, Zsuzsa Némethné Jánosi, Ildikó Pusztai, Gertrúd Stefanek – floret drużynowo – 7. miejsce,

Mężczyźni
- Zsolt Érsek – floret indywidualnie – 14. miejsce,
- István Busa – floret indywidualnie – 27. miejsce,
- Róbert Kiss – floret indywidualnie – 38. miejsce,
- István Busa, Zsolt Érsek, Róbert Gátai, Róbert Kiss, Zsolt Németh – floret drużynowo – 4. miejsce,
- Iván Kovács – szpada indywidualnie – 8. miejsce,
- Krisztián Kulcsár – szpada indywidualnie – 13. miejsce,
- Ferenc Hegedűs – szpada indywidualnie – 42. miejsce,
- Iván Kovács, Krisztián Kulcsár, Ferenc Hegedűs, Ernő Kolczonay, Gábor Totola – szpada drużynowo – 2. miejsce,
- Bence Szabó – szabla indywidualnie – 1. miejsce,
- Csaba Köves – szabla indywidualnie – 11. miejsce,
- György Nébald – szabla indywidualnie – 25. miejsce,
- Bence Szabó, Csaba Köves, György Nébald, Péter Abay, Imre Bujdosó – szabla drużynowo – 2. miejsce,

### Tenis stołowy
Kobiety
- Csilla Bátorfi – gra pojedyncza 9. miejsce,

### Tenis ziemny
Mężczyźni
- Sándor Noszály – gra pojedyncza – 33. miejsce,

### Wioślarstwo
Kobiety
- Katalin Sarlós – jedynki – 13. miejsce,
- Edit Punk, Anikó Kapócs – dwójka podwójna – 13. miejsce,

Mężczyźni
- Gábor Mitring – jedynki – 15. miejsce,
- Zsolt Dani, Zsolt Lévai – dwójka podwójna – 10. miejsce,
- Henrik Schneider, Imre Magyar – dwójka bez sternika – 16. miejsce,

### Zapasy
Mężczyźni
- József Faragó – styl klasyczny waga do 48 kg – odpadł w eliminacjach,
- András Sike – styl klasyczny waga do 57 kg – 10. miejsce,
- Jenő Bódi – styl klasyczny waga do 62 kg – 5. miejsce,
- Attila Repka – styl klasyczny waga do 68 kg – 1. miejsce,
- János Takács – styl klasyczny waga do 74 kg – odpadł w eliminacjach,
- Péter Farkas – styl klasyczny waga do 82 kg – 1. miejsce,
- Tibor Komáromi – styl klasyczny waga do 90 kg – odpadł w eliminacjach,
- Norbert Növényi – styl klasyczny waga do 100 kg – 7. miejsce,
- László Klauz – styl klasyczny waga do 130 kg – 4. miejsce,
- László Óváry – styl wolny waga do 48 kg – 10. miejsce,
- Béla Nagy – styl wolny waga do 57 kg – odpadł w eliminacjach,
- Endre Elekes – styl wolny waga do 68 kg – 10. miejsce,
- János Nagy – styl wolny waga do 74 kg – 7. miejsce,
- László Dvorák – styl wolny waga do 82 kg – 10. miejsce,
- Gábor Tóth – styl wolny waga do 90 kg – odpadł w eliminacjach,
- Sándor Kiss – styl wolny waga do 100 kg – 8. miejsce,
- Zsolt Gombos – styl wolny waga do 130 kg – odpadł w eliminacjach,

### Żeglarstwo
- Krisztina Bácsics – klasa Europa – 19. miejsce,
- Attila Szilvássy – klasa Finn – 21. miejsce,
- Gyula Nyári, Zsolt Nyári – klasa 470 mężczyzn – 15. miejsce,
- Ferenc Nagy, Tibor Tenke – klasa Star – 22. miejsce,
- Tamás Pomucz, Tamás Somogyi – klasa Latający Holender – 23. miejsce,